# Zavodivka
Zavodivka  (ucraniano: Заводівка) es una localidad del Raión de Berezivka en el Óblast de Odesa de Ucrania. Según el censo de 2001, tiene una población de 1349 habitantes.